# Niederländische Fußballnationalmannschaft der Frauen/Olympische Spiele
Der Artikel beinhaltet eine ausführliche Darstellung der niederländischen Fußballnationalmannschaft der Frauen bei den Olympischen Sommerspielen. Die Niederlande konnte sich erstmals bei der WM 2019 für das Turnier 2020 qualifizieren.

## Die Nationalmannschaft bei den Olympischen Spielen

### Übersicht
| Olympische Spiele in | Teilnahme bis …    | Gegner | Ergebnis | Trainer        | Bemerkungen und Besonderheiten |
| -------------------- | ------------------ | ------ | -------- | -------------- | --- |
| Atlanta 1996         | nicht qualifiziert |        |          |                | Da sich die Niederlande nicht für die WM 1995 qualifizieren konnte, hatte die Mannschaft auch keine Möglichkeit, sich für die Olympischen Spiele zu qualifizieren. |
| Sydney 2000          | nicht qualifiziert |        |          |                | Da sich die Niederlande nicht für die WM 1999 qualifizieren konnte, hatte die Mannschaft auch keine Möglichkeit, sich für die Olympischen Spiele zu qualifizieren. |
| Athen 2004           | nicht qualifiziert |        |          |                | Da sich die Niederlande nicht für die WM 2003 qualifizieren konnte, hatte die Mannschaft auch keine Möglichkeit, sich für die Olympischen Spiele zu qualifizieren. |
| Peking 2008          | nicht qualifiziert |        |          |                | Da sich die Niederlande nicht für die WM 2007 qualifizieren konnte, hatte die Mannschaft auch keine Möglichkeit, sich für die Olympischen Spiele zu qualifizieren. |
| London 2012          | nicht qualifiziert |        |          |                | Da sich die Niederlande nicht für die WM 2011 qualifizieren konnte, hatte die Mannschaft auch keine Möglichkeit, sich für die Olympischen Spiele zu qualifizieren. |
| Rio de Janeiro 2016  | nicht qualifiziert |        |          |                | Die Niederlande konnte sich bei einem Qualifikationsturnier in den Niederlanden nicht für die Olympischen Spiele qualifizieren.                                    |
| Tokio 2020           | Viertelfinale      | USA    | –        | Sarina Wiegman | als Vizeweltmeister 2019 qualifiziert, mit Torrekord (21 Tore) in die K.-o.-Runde eingezogen                                                                       |
| Paris 2024           | nicht qualifiziert |        |          |                | In der erstmals als Qualifikation ausgetragenen UEFA Women’s Nations League 2023/24 an Spanien und Deutschland gescheitert.                                        |

## Turniere

### Olympia 1996 in Atlanta
Die Niederländerinnen waren in der Qualifikation für die WM 1995 an Island gescheitert, dass sich dann aber auch nicht qualifizieren konnte. „Da die Zeit für eine Qualifikationsrunde fehlte, wurden für das olympische Turnier automatisch die acht besten Teams der WM 1995 eingeladen.“

### Olympia 2000 in Sydney
Für das zweite olympische Turnier konnten sich die drei besten europäischen Mannschaften der WM 1999 qualifizieren. Die Niederländerinnen scheiterten bereits in der Qualifikation an den WM-Finalisten von 1995, Deutschland und Norwegen. Beide konnten sich dann auch bei der WM für die Olympischen Spiele qualifizieren, wo die Norwegerinnen die Goldmedaille holten.

### Olympia 2004 in Athen
Da die Niederländerinnen in der Qualifikation für die WM 2003 wieder an Deutschland und diesmal an England scheiterten, hatten sie keine Möglichkeit, sich für das dritte olympische Frauenfußballturnier zu qualifizieren.

### Olympia 2008 in Peking
Für das Turnier in Peking konnten sich wieder die drei besten europäischen Mannschaften der WM 2007 qualifizieren. Da die Niederländerinnen in der Qualifikation für die WM 2007 wieder an England und diesmal an Frankreich scheiterten, hatten sie erneut keine Möglichkeit, sich für das olympische Frauenfußballturnier zu qualifizieren.

### Olympia 2012 in London
Die Teilnahme am Turnier in London verpassten die Niederländerinnen erneut. Diesmal scheiterten sie in der Qualifikation für die WM 2011 an Norwegen.

### Olympia 2016 in Rio de Janeiro
Für die WM 2015 konnten sich die Niederländerinnen dann erstmals qualifizieren. Bei der WM war England die beste europäische Mannschaft und WM-Dritter, aber für die Olympischen Spiele nicht startberechtigt, Deutschland und Frankreich als Vierter bzw. im Viertelfinale ausgeschiedene Mannschaft hatten den Startplatz sicher. Da aber im Achtelfinale die vier europäischen Mannschaften Niederlande, Norwegen, Schweden und die Schweiz ausschieden und somit nicht eindeutig feststand, welche die viertbeste europäische Mannschaft war, musste der dritte europäische Teilnehmer separat ermittelt werden. Die UEFA beschloss daher für diese Mannschaften ein Turnier anzusetzen. Dieses fand im März 2016 in den Niederlanden statt – auch als Test für die 2017 in den Niederlanden stattgefundene EM. Die Niederländerinnen starteten mit einem 4:3-Sieg gegen die Schweiz, verloren dann gegen Norwegen mit 1:4 und spielten 1:1 gegen Schweden, das sich das Olympiaticket holte.

### Olympia 2020 in Tokio
Die Teilnahme am Turnier in Tokio konnten sich die Niederländerinnen dann durch den zweiten Platz bei der WM 2019 sichern, wo sie erst im Finale gegen Titelverteidiger USA verloren. In Japan trafen sie auf Südamerikameister Brasilien, gegen den noch nie gewonnen wurde, China – gegen das die Niederländerinnen auch eine negative Bilanz haben – und erstmals auf Sambia, das ebenfalls erstmals teilnahm. Im ersten Spiel gegen Sambia konnten sie mit 10:3 gewinnen, wobei Vivianne Miedema als zweiter Spielerin nach Birgit Prinz (2004 gegen China) vier Tore in einem Spiel gelangen. Im zweiten Spiel gegen Brasilien kam es zum offenen Schlagabtausch, der am Ende 3:3 endete. Das letzte Gruppenspiel gegen China wurde mit 8:2 gewonnen. Wie gegen Brasilien erzielte Miedema auch hier zwei Tore, wodurch sie mit insgesamt acht Toren schon nach der Vorrunde den 2012 von Christine Sinclair aufgestellten Rekord von 6 Toren überboten hatte. Mit insgesamt 21 Toren stellten sie auch einen neuen Vorrunden-Torrekord auf, acht Gegentore sind aber auch Negativrekord für einen Gruppensieger. Als dieser trafen die Niederländerinnen im Viertelfinale auf Weltmeister USA, gegen den sie 2019 im WM-Finale verloren hatten. Miedema konnte ihre Mannschaft im Finale zwar in Führung bringen und mit ihrem 10. Turniertor die zwischenzeitliche Führung der US-Amerikanerinnen ausgleichen, im Elfmeterschießen verschoss sie aber als erste Spielerin und da auch Aniek Nouwen an der gegnerischen Torhüterin scheiterte, die in der regulären Spielzeit schon einen Strafstoß von Lieke Martens gehalten hatte, schieden die Niederländerinnen aus. Mit Vivianne Miedema stellten die Niederländerinnen aber die Torschützenkönigin.

### Olympia 2024 in Paris
Erstmals diente für die europäischen Mannschaften nicht die vorherige WM als Qualifikation für die Olympischen Spiele, sondern die zum ersten Mal ausgetragene UEFA Women’s Nations League. Nur die Gruppensieger der vier Liga-A-Gruppen konnten um zwei Tickets für die Olympischen Spiele spielen. Als Gruppensieger der Liga A1, die sie dank einer um ein Tor besseren Tordifferenz vor Europameister England gewannen, verloren sie im Halbfinale des Final-Four-Turniers gegen Weltmeister Spanien mit 0:3, womit sich die Spanierinnen erstmals für die Olympischen Spiele qualifizierten. Da sich im zweiten Halbfinale Olympiagastgeber Frankreich gegen Deutschland durchgesetzt hatte, musste das Spiel um Platz 3 als Qualifikation für das letzte europäische Olympiaticket herhalten. Hier hatten die Niederländerinnen zwar Heimrecht, konnten dieses aber nicht nutzen und verloren in Heerenveen mit 0:2 gegen Deutschland.

### Bilanz gegen die Olympiasieger bei Olympischen Spielen
- Deutschland: 0 Spiele
- Kanada: 0 Spiele
- Norwegen: 0 Spiele
- USA: 1 Spiel – 1 Remis (im Elfmeterschießen verloren) – 2:2 Tore

## Spiele
| Nr. | Datum      | Ergebnis             | Gegner              | A/H/* | Austragungsort | Anlass        | Bemerkung                                                                     |
| --- | ---------- | -------------------- | ------------------- | ----- | -------------- | ------------- | ----------------------------------------------------------------------------- |
| 1   | 21.07.2021 | 10:3                 | Sambia              | *     | Rifu (JPN)     | Vorrunde      | Erstes Spiel gegen Sambia                                                     |
| 2   | 24.07.2021 | 3:3                  | Brasilien           | *     | Rifu (JPN)     | Vorrunde      |                                                                               |
| 3   | 27.07.2021 | 8:2                  | Volksrepublik China | *     | Yokohama (JPN) | Vorrunde      |                                                                               |
| 4   | 30.07.2021 | 2:2 n. V.; 2:4 i. E. | Vereinigte Staaten* | *     | Yokohama (JPN) | Viertelfinale | Letztes Spiel unter Sarina Wiegman und 100. Länderspiel von Vivianne Miedema. |